# Raelee Hill
Raelee Hill es una actriz australiana, conocida por haber interpretado a Serendipity Gottlieb en Neighbours, a Tayler Johnson en Water Rats y a Sikozu Shanu en Farscape.

## Biografía
Raelee está casada con David P., con quien tiene dos hijos.

## Carrera
Raelee ha aparecido en comerciales para "HBF Health Fund" y para "RAMS".
El 25 de agosto de 1994 se unió al elenco de la popular serie australiana Neighbours donde interpretó a Serendipity "Ren" Gottlieb, la hermana de Stephen Gottlieb y Mark Gottlieb hasta el 7 de septiembre de 1995 después de que su personaje decidiera mudarse a Japón después de conseguir un trabajo ahí.
En 1996 interpretó a Jill Lambert durante el episodio "Day in Court" de la serie policíaca Blue Heelers, más tarde apareció nuevamente en la serie ahora interpretando a Jamie Bennett durante el episodio "Sex and Death" del año 1996.
En 1997 se unió al elenco de la serie policíaca Water Rats donde interpretó a la oficial de la policía Tayler Johnson hasta 1999.
En el 2002 se unió al elenco de la cuarta temporada de la popular serie de ciencia ficción Farscape donde dio vida a Sikozu Svala Shanti Sugaysi Shanu, una joven Kalish que pronto se vuelve experta en los Leviatán debido a los conocimientos que obtuvo por leer libros, que termina teniendo una relación con Scorpius (Wayne Pygram) hasta el 2003. Originalmente Raelee había audicionado para el papel de la comandante Mele-On Grayza el cual le fue dado a la actriz (Rebecca Riggs), sin embargo los productores consideraron que Hill era demasiado "agradable" para ser una villana, por lo que el productor David Kemper creó el papel de Sikozu.
En el 2004 interpretó nuevamente a Sikozu ahora en la película Farscape: The Peacekeeper Wars.
En el 2006 obtuvo un pequeño papel en la película Superman Returns donde interpretó a una enfermera del hospital. 
En el 2011 interpretó a Helen Hillerstrom en un episodio de la serie Rescue Special Ops.
El 12 de abril de 2017 apareció como invitada en la popular serie australiana Home and Away donde interpretó a Annie Banks, una asistente legal que intenta mediar la batalla legal por Luc entre Martin Ashford, Kat Chapman, Irene Roberts, VJ Patterson y Leah Patterson-Baker.

## Filmografía

### Series de televisión
| Año         | Título                | Personaje            | Notas                           |
| ----------- | --------------------- | -------------------- | ------------------------------- |
| 2017        | Home and Away         | Annie Banks          | -                               |
| 2016        | Janet King            | Maureen              | episodio "In Plain Sight"       |
| 2011        | Rescue Special Ops    | Helen Hillerstrom    | episodio "Missing Pieces"       |
| 2009        | Packed to the Rafters | Lucy                 | episodio "Having It All"        |
| 2005        | Blue Water High       | Lucy                 | episodio "Timing Is Everything" |
| 2002 - 2003 | Farscape              | Sikozu Svala Shanu   | 22 episodios                    |
| 2002        | The Lost World        | Brywik               | episodio "A Witch's Calling"    |
| 2000        | BeastMaster           | Sela                 | episodio "The Golden Phoenix"   |
| 1997 - 1999 | Water Rats            | Tayler Johnson       | 89 episodios                    |
| 1996        | Blue Heelers          | Jamie Bennett        | episodio "Sex and Death"        |
| 1996        | Shark Bay             | Heather              | -                               |
| 1994 - 1995 | Neighbours            | Serendipity Gottlieb | 55 episodios                    |
| 1993        | Paradise Beach        | Loretta Taylor       | episodio # 1.139                |

### Películas
| Año  | Título                         | Personaje    | Notas |
| ---- | ------------------------------ | ------------ | --- |
| 2014 | Breath                         | Doctora      | corto - junto a Martin Sacks, Morgana Davies, Reid Forsyth y Michael Dorman                                        |
| 2009 | Off the Beat                   | Enid Jones   | corto - junto a Trent Atkinson y Stephanie Bursill                                                                 |
| 2007 | The Final Winter               | Emma         | junto a Nathaniel Dean, Matthew Nable y Conrad Coleby                                                              |
| 2007 | Long Road to Heaven            | Liz Thompson | junto a John O'Hare, Madison Evens y Mirrah Foulkes                                                                |
| 2006 | Superman Returns               | Enfermera    | junto a Brandon Routh y Kate Bosworth                                                                              |
| 2004 | Farscape: The Peacekeeper Wars | Sikozu Shanu | junto a Ben Browder, Claudia Black, Gigi Edgley, Wayne Pygram, Tammy MacIntosh y Rebecca Riggs                     |
| 2001 | My Brother Jack                | Sheila       | junto a Matt Day, Simon Lyndon, Claudia Karvan, William McInnes, Angie Milliken, Robert Menzies y Felix Williamson |
| 1996 | Hotel de Love                  | Emma Andrews | junto a Aden Young, Saffron Burrows, Ray Barrett, Belinda McClory y Peter O'Brien                                  |
| 1996 | Black Sun                      | Maddy        | corto - junto a Jason Raftopoulos                                                                                  |

### Teatro
| Año  | Obra               | Personaje | Director (a) | Teatro            | Notas                  |
| ---- | ------------------ | --------- | ------------ | ----------------- | ---------------------- |
| 2000 | Pan                | Wendy     | -            | Capitol Theatre   | junto a Troy Woodcroft |
| -    | Tasting Sugar Lake | -         | -            | Budinskis Theatre | -                      |